# Этуху, Диксон
Ди́ксон Пол Эту́ху (англ. Dickson Paul Etuhu; 8 июня 1982, Кано) — нигерийский футболист, полузащитник оборонительного плана. С 2007 по 2012 год Этуху выступал за национальную сборную Нигерии, в составе которой был участником Кубков африканских наций в 2008 и 2010 годах, а также чемпионата мира 2010 года. Младший брат Диксона, Келвин Этуху, также является профессиональным футболистом.

## Ранние годы
Этуху родился в нигерийском городе Кано, в шесть лет вместе с семьёй переехал в Лондон, вырос в районе Пекам в южной части города. Его футбольная карьера началась в клубе «Манчестер Сити», за молодёжную команду которого он начал играть в августе 1997 года. Осенью 2001 года Этуху стал выступать за основной состав клуба, который после вылета из Премьер-лиги играл в первом дивизионе. Его первый матч на профессиональном уровне состоялся 15 сентября 2001 года против «Бирмингем Сити». Этуху сразу же закрепился в основном составе и до конца года сыграл 13 матчей за «Манчестер Сити». В январе 2002 года он перешёл в «Престон Норт Энд», также выступавший в первом дивизионе. Сумма трансфера составила 300 тысяч фунтов, а возможные бонусы за удачное выступление футболиста увеличивали её до миллиона. Причиной ухода Этуху из «Сити» стало его желание получать большую зарплату. Он не смог договориться с клубом по новым условиям контракта и стал с подачи своего агента рассматривать предложения от других клубов. Помимо «Престона» на 19-летнего футболиста претендовал также «Миллуолл».
В «Престоне» Дэвида Мойеса Этуху стал одним из ключевых игроков. Он на высоком уровне провёл остаток сезоне, сыграв 16 матчей (из которых 15 без замен) и забил три гола. В последующих сезонах Этуху оставался игроком основного состава, однако его профессиональный рост замедлился, и команда выступала весьма слабо, не поднимаясь выше середины турнирной таблицы первого дивизиона. Лишь в сезоне 2004/2005 «Престон» занял пятое место в чемпионате и боролся в плей-офф за выход в Премьер-лигу, но проиграл в финале «Вест Хэму». Летом 2005 года к Этуху проявлял интерес ряд английских клубов. Среди них выделялся клуб Премьер-лиги «Эвертон», который теперь возглавлял Мойес, однако трансферная стоимость вышла слишком высокой. В ноябре 2005 года клуб «Норвич Сити» взял Этуху в аренду на два месяца, а по её завершении оформил его полноценный переход за 450 тысяч фунтов. В январе 2006 года Диксон подписал с «Норвичем» контракт на три с половиной года.
К концу своего первого сезона в «Норвиче» Этуху заиграл на своём прежнем высоком уровне. Он был на высоком счету у тренера Найджела Уортингтона, инициировавшего его приобретение. В мае 2006 года к Этуху проявлял интерес тренер «Шеффилд Уэнсдей» Пол Старрок, но его клуб не мог позволить себе отдать 600 тысяч фунтов за футболиста. 12 августа 2006 года во время матча с «Лутоном» Этуху подвергся оскорблениям на расовой почве со стороны одного из фанатов своей команды. Хотя «Норвич» добивался сурового наказания для фаната, суд наказал его лишь штрафом. Сезон 2006/07 Этуху провёл на высоком уровне, несмотря на общий упадок в команде и смену главного тренера по ходу сезона. В чемпионате футбольной лиги он сыграл 43 матча и забил 6 голов. Летом 2007 года к футболиста вновь желали видеть в своих рядах другие клубы. «Норвич» предлагал Этуху новый контракт, но футболист отказался.

## В Премьер-лиге
Диксон решил принять предложение клуба Премьер-лиги «Сандерленд», тренер которого Рой Кин говорил, что восхищается игрой Диксона. В июле 2007 года «Сандерленд» заплатил «Норвичу» 1,5 млн фунтов, воспользовавшись опцией в контракте Этуху, где такая сумма была заложена в качестве отступных. Дебют Диксона в Премьер-лиге состоялся 11 августа 2007 года в матче против «Тоттенхэма», который его команда выиграла со счётом 1:0. Однако сезон в целом для нигерийца не удался. Он провёл 20 матчей и забил один гол за новый клуб, но говорил о том, что не может пока адаптироваться к команде и Премьер-лиге в целом. Кроме того, вторую часть сезона Этуху пропустил из-за травмы колена. Он получил её ещё в начале 2008 года, но отправился вместе со сборной на Кубок Африканских наций, где проблема с коленом ещё больше усугубилась. В апреле ему была сделана операция.
29 августа 2008 года Этуху перешёл в «Фулхэм», заплативший за него 1,5 млн фунтов. Контракт игрока с новым клубом был заключён на три года. Тренер «Фулхэма» Рой Ходжсон говорил о том, что очень рад получить в команду оборонительного игрока, неуступчивого в единоборствах и с отличными физическими данными. «Фулхэм» был более сильным клубом, чем «Сандерленд», и ставил перед собой более высокие цели, включавшие участие в еврокубках на будущий год. В первом для Этуху сезоне команда финишировала на седьмом месте в Премьер-лиге. В следующем сезоне «Фулхэм» дошёл до финала Лиги Европы, где уступил испанскому клубу «Атлетико Мадрид», причём Этуху отыграл весь финальный матч. За «Фулхэм» нигериец успешно выступал четыре года, участвовал в двух розыгрышах Лиги Европы и в разных турнирах провёл за клуб 127 матчей, в которых забил 6 голов.

## После «Фулхэма»
В августе 2012 года Этуху покинул «Фулхэм» и вместе со своим партнёром по центру полузащиты Дэнни Мерфи перешёл в «Блэкберн Роверс», выступавший в чемпионате Футбольной лиги после недавнего вылета из Премьер-лиги. Сумма трансфера не разглашалась, контракт с 30-летним футболистом был заключён на четыре года. Выступления за «Блэкберн» Этуху начал в качестве игрока основного состава, но в середине сезона вновь травмировал колено. Более восьми месяцев ему пришлось залечивать травму, в начале сезона 2013/14 он намеревался вернуться в строй, но не смог. За два сезона в «Блэкберн Роверс» нигериец сыграл за команду лишь в 24 матчах и отметился одним забитым голом. Летом 2014 года контракт футболиста с клубом был расторгнут по обоюдному согласию.
В декабре 2014 года Этуху, который полгода провёл в статусе свободного агента, подписал контракт на два года со шведским клубом АИК. По словам футболиста, он имел предложения и в Англии, но захотел попробовать свои силы в другом чемпионате и выиграть первый в своей карьере титул. В сезоне 2015 года Этуху хорошо проявил себя в АИКе, но в следующем сезоне из-за травм почти не играл. В октябре 2016 года, не получив предложения о продлении контракта, Диксон покинул шведский клуб в статусе свободного агента.

## Выступления за сборную
В национальную сборную Нигерии Этуху вызывался ещё в начале своей профессиональной карьеры, когда команда готовилась к чемпионату мира 2002 года. Тогда ему не удалось дебютировать на международном уровне. Новый вызов в сборную Этуху получил лишь в августе 2007 года, когда стал выступать в Премьер-лиге. Дебют футболиста в сборной должен был состояться 8 сентября 2007 года в матче квалификации к Кубку африканских наций против сборной Лесото, но он не смог вовремя прилететь в Нигерию. Наконец 14 октября 2007 года Этуху сыграл свой первый матч за сборную Нигерии. На товарищеский матч со сборной Мексики, проходивший в Сьюдад-Хуаресе, он вышел в стартовом составе и провёл на поле всю игру, завершившуюся ничьей 2:2. Дебют в Диксона сборной был омрачён тем фактом, что его номер в мексиканском отеле был ограблен, а его личные вещи украдены. В январе 2008 года Этуху был вызван тренером Берти Фогтсом в сборную Нигерии на Кубок африканских наций. На турнир футболист поехал с травмированным коленом, первые две игры группового турнира провёл в запасе, но следующие две начинал в стартовом составе. В четвертьфинале Нигерия уступила Гане и выбыла из дальнейшей борьбы.
После ухода Фогтса с должности главного тренера Этуху больше года не получал вызова в сборную. Лишь летом 2009 года новый тренер Шайбу Амоду вызвал Диксона на товарищеский матч с Францией и два квалификационных матча к чемпионату мира. В январе 2010 года Этуху был вызван на очередной розыгрыш Кубка африканских наций. Все матчи группового этапа, который Нигерия без проблем преодолела, Диксон начинал в стартовом составе. С первых минут он начал и четвертьфинальный матч с Замбией, но был заменён во втором тайме. В полуфинальном матче с Ганой вместо Этуху в стартовом составе вышел Айила Юссуф. Нигерийцы, как и два года назад, вновь уступили ганской сборной, но выиграли бронзовые медали в матче за третье место.
Летом 2010 года Этуху был вызван в сборную Нигерии тренером Ларсом Лагербеком для участие в чемпионате мира. Он без замен отыграл все три матча группового турнира против сборных Аргентины, Греции и Южной Кореи. Однако нигерийская сборная выступила крайне неудачно, набрав лишь одно очко и заняв последнее место в группе. Среди причин, сказавшихся на неудачной выступлении его команды, Этуху называл неудобный официальный мяч чемпионата, а также климатические условия, отличавшиеся в городах, где команда тренировалась и где проводила матчи. В то же время Диксон отметил, что при Лагербеке у сборной наконец появился какой-то план на игру.
В декабре 2010 года нигерийскую сборную возглавил Сэмсон Сиасиа, который долгое время не приглашал Этуху в сборную. Лишь в августе 2011 года, когда многие игроки не смогли приехать в стан национальной команды, тренер вызвал Диксона, но футболист ответил отказом. Этуху посчитал неуважением к себе тот факт, что тренер более полугода игнорировал его, и заявил о своём нежелании играть под руководством Сиасиа. Тренер извинялся и взывал к патриотизму Этуху, но на решение последнего это никак не повлияло. Когда в октябре 2011 года Нигерия не смогла пробиться на Кубок африканских наций, Сиасиа был уволен, а на его место назначен Стивен Кеши, который уже в ноябре вызвал Этуху в сборную на товарищеские матчи с Ботсваной и Замбией. Диксон высоко отзывался о новом тренере и строил планы относительно выступления на чемпионате мира 2014, на котором не смог сыграть из-за травмы.